# Jovana Rapport
Jovana Rapport, z domu Vojinović (czarn. Јована Војиновић, ur. 18 lutego 1992 w Trsteniku) – czarnogórska szachistka, reprezentantka Serbii od 2013, arcymistrzyni od 2009 roku.

## Kariera szachowa
Wielokrotnie startowała w mistrzostwach świata i Europy juniorek w różnych kategoriach wiekowych, największy sukces odnosząc w 2002 r. w Heraklionie, gdzie w barwach Jugosławii zdobyła brązowy medal mistrzostw świata juniorek do 10 lat. W 2006 r. wystąpiła w rozegranym w Tivacie finale indywidualnych mistrzostw Serbii, zajmując VI miejsce. W 2007 i 2008 r. zdobyła dwa medale drużynowych mistrzostw Europy juniorek do 18 lat (odpowiednio: brązowy oraz srebrny). W 2008 r. otrzymała tytuł mistrzyni międzynarodowej, natomiast w 2009 r. wypełniła dwie arcymistrzowskie normy (podczas mistrzostw Europy w Budvie oraz w Caen) i jako pierwsza w historii czarnogórska szachistka otrzymała tytuł arcymistrzyni. Również w 2009 r. odniosła duży sukces, zwyciężając w rozegranych w Antalyi indywidualnych mistrzostwach krajów śródziemnomorskich. W 2011 r. zajęła I m. w międzynarodowym turnieju w Pančevie.
Wielokrotnie zdobywała medale indywidualnych mistrzostw Czarnogóry, m.in. dwa złote (2009, 2010), srebrny (2008) oraz brązowy (2007). W 2014 r. zdobyła tytuł indywidualnej mistrzyni Serbii. Trzykrotnie (2008, 2010, 2012) reprezentowała narodowe barwy w szachowych olimpiadach, była również czterokrotną (2007, 2009, 2011, 2013) uczestniczką drużynowych mistrzostw Europy.
Najwyższy ranking w dotychczasowej karierze osiągnęła 1 lutego 2019 r., z wynikiem 2388 punktów zajmowała wówczas 73. miejsce na światowej liście FIDE, jednocześnie zajmując 1. miejsce (przed Natašą Bojković) wśród serbskich szachistek.